# کووا (دوره)
کووا (به ژاپنی: 弘和 Kōwa)، نام نام عصر ژاپنی در دوره نانبوکوچو در دربار جنوبی پس از تنجو و قبل از گنچو بود. این دوره از فوریه ۱۳۸۱ تا آوریل ۱۳۸۴ میلادی را در بر می‌گرفت. امپراتورهای سلطنتی در دربار جنوبی امپراتور چوکی و امپراتور گو-کامه‌یاما و در دربار شمالی امپراتور گو-انیو و امپراتور گو-کوماتسو بودند.